# Mary Poppins visszatér
A Mary Poppins visszatér (eredeti cím: Mary Poppins Returns) 2018-ban bemutatott amerikai családi és fantasztikus film, a Mary Poppins filmmusical második része. Azzal megegyezően vegyes technikájú film, amelyben valós és rajzolt díszletek, élő és rajzolt szereplők közösen szerepelnek. A filmet Rob Marshall rendezte, a forgatókönyvet P. L. Travers: Mary Poppins meséi alapján David Magee írta. A főszerepben Emily Blunt, Lin-Manuel Miranda, Ben Whishaw és Emily Mortimer. A filmet négy Oscar-díjra és Golden Globe-díjra jelölték.

## Cselekmény
|  | Alább a cselekmény részletei következnek! |

Az 1930-as évek Angliájában az immár felnőtt Michael Banks (Ben Whishaw) továbbra is szülői otthonában él, de már saját családjával. Felesége elvesztésével özvegyen marad három gyermekével, Annabellel, Johnnal és Georgie-val, ezért besegít a háztartásban nővére, Jane (Emily Mortimer) és Ellen (Julie Walters), gyerekkori házvezetőnőjük. A családfő fejét banki adósság fájdítja, amit sürgősen vissza kell fizetnie Wilkinsnek (Colin Firth), vagy a bank elkobozza a házukat. Michael és Jane emlékei szerint az apjuk rájuk hagyott egy részvényt, amivel fedezni tudnák a tartozásukat, azonban a keresgélésük eredménytelen, nem találják meg a tulajdont igazoló bizonylatot. Michael csak a régi papírsárkányára bukkan rá, amit végül egy dobozban kirak a ház elé. 
A feltámadó szél megragadja a papírsárkányt, és elrepíti a parkba, ahol a Banks gyerekek reptetni kezdik, de az erős szél miatt a sárkány egyre irányíthatatlanabb lesz, és felszáll az égbe. Az égből Mary Poppins (Emily Blunt) ereszkedik le a sárkány zsinórját fogva, és bejelenti, hogy dadája lesz a három gyermeknek. Első kalandjuk egy fürdővel indul, amivel egy víz alatti világba jutnak, de akármilyen varázslatos és hihetetlen, Mary Poppins utólag mindig letagadja, hogy bármi rendkívüli történt volna. 
Michael megpróbálja a bankban felderíteni a részvény nyomát, de Wilkins letagadja és megsemmisíti a nyilvántartó jegyzék azon oldalát, amin a részvény adatai szerepelnek. Ezután Annabel és John elhatározzák, hogy eladják édesanyjuk értékes kannáját. A gyerekek között azonban veszekedés tör ki, és a civakodás közben a kanna megreped. Mary Poppins és Jack, a lámpagyújtogató (Lin-Manuel Miranda) új világot tárnak a gyerekek elé a kanna belsejében.
A rajzfigurák beszélni kezdenek, és Mary Poppins saját show-t kreál az ő általa létrehozott Royal Doultonban. A show alatt Georgie-t elrabolja egy farkas, egy menyét és egy borz, testvéreinek pedig a megmentésére kell sietniük. Mikor a mentőakció sikeresnek bizonyul, a gyerekek az ágyukban ébrednek, és álomnak hiszik a történteket, furcsállva bár, hogy mind a hárman ugyanazt az álmot látták. Mary Poppins elviszi őket unokatestvéréhez, Topsyhoz (Meryl Streep), aki megjavítja nekik a kannát, de elárulja nekik, hogy nem ér olyan sokat, hogy eladják. Ezután a gyerekek a bankba mennek, hogy apjuk után vigyék az aktatáskáját, és meghallják, hogy Wilkins el akarja venni a házukat. Georgie összefüggést lát Wilkins és emberei és állatelrablói között, ezért megzavarja a bankár találkozóját. Mikor Michael megérkezik, egy szavát sem hiszi a gyerekeknek, és megharagszik rájuk, amiért kockára teszik a munkáját és a jó hírnevét. Mary Poppins hazaviszi a feldúlt bagázst, és Jack és lámpagyújtogató társai próbálják őket felvidítani attrakcióikkal.
A házat nem tudják pénzügyileg megmenteni, a Banks család összecsomagol, hogy elhagyják. Michael a régi papírsárkányt tartja a kezében, amikor felfedezi, hogy Georgie a részvény tulajdoni lapjából foltozta meg a sárkányt. Jane és Michael a bankba rohannak, míg a gyerekek és Mary Poppins Jackkel és társaival karöltve a Big Benhez sietnek, hogy visszaforgassák az időt, és nyerjenek plusz öt percet az apjuknak. Michael viszont nem tudja kiváltani a részvényt, mert nincs a bizonylaton aláírás, és anélkül érvénytelen. Váratlanul a bank korábbi igazgatója, ifj. Dawes úr (Dick Van Dyke) jelenik meg, és elzavarja Wilkinst, feltárva, hogy mennyi szabályt megszegett és alattomos tettet vitt véghez, hogy a Banks család házát megszerezze. 
Dawes úr azt is elárulja, hogy Michael édesapja befektette Michael egy pennyjét huszonöt évvel azelőtt, ami mára kész vagyont ér, és ki tudja vele fizetni az adósságait. A Banks család léggömböket vásárol, amivel az égbe emelkednek, de Mary Poppins érzi, hogy neki mennie kell, ezért mikor hazatérnek, Michael és Jane köszönetet mond a dadának, majd Mary Poppins ismét az égbe repül.
|  | Itt a vége a cselekmény részletezésének! |

## Szereplők
| Színész               | Szerep                                                           | Magyar hangja      |
| --------------------- | ---------------------------------------------------------------- | ------------------ |
| Emily Blunt           | Mary Poppins                                                     | Németh Borbála     |
| Lin-Manuel Miranda    | Jack, a lámpagyújtogató                                          | Posta Victor       |
| Ben Whishaw           | Michael Banks                                                    | Szatory Dávid      |
| Emily Mortimer        | Jane Banks, Michael testvére                                     | Kiss Virág         |
| Colin Firth           | William Weatherall Wilkins, bankigazgató                         | Csankó Zoltán      |
| Pixie Davies          | Anabel Banks                                                     | Richter Orsolya    |
| Nathanael Saleh       | John Banks                                                       | Vida Bálint        |
| Joel Dawson           | Georgie Banks                                                    | Draskóczy Balázs   |
| Julie Walters         | Ellen, házvezetőnő                                               | Zsurzs Kati        |
| Meryl Streep          | Topsy, azaz Tatiana Antanasia Cositori, Mary Poppins unokanővére | Kovács Nóra        |
| Dick Van Dyke         | ifjabb Dawes úr, a korábbi bankigazgató                          | Papp János         |
| David Warner          | Bumm tengernagy                                                  | Balázs Péter       |
| Jim Norton            | Binnacle úr, a tengernagy segédje                                | Szersén Gyula      |
| Angela Lansbury       | léggömbös hölgy                                                  | Halász Aranka      |
| Kobna Holdbrook-Smith | Templeton Frye                                                   | Kisfalusi Lehel    |
| Jeremy Swift          | Hamilton Gooding                                                 | Harmath Imre       |
| Sudha Bhuchar         | Lark kisasszony                                                  | Farkasinszky Edit  |
| Mark Addy             | Clyde                                                            | Ifj. Jászai László |
| Edward Hibbert        | papagájfejes ernyő                                               | Kassai Károly      |
| Noma Dumezweni        | Miss Farthing                                                    | Kocsis Mariann     |
| Tarik Frimpong        | Angus                                                            | Szentirmai Zsolt   |

## Zene
A film zenéjét szerezte Marc Shaiman, dalszövegét írta Shaiman és Scott Wittman.
| Mary Poppins filmzene | Mary Poppins filmzene                          | Mary Poppins filmzene        | Mary Poppins filmzene                                               | Mary Poppins filmzene | Mary Poppins filmzene | Mary Poppins filmzene | Mary Poppins filmzene | Mary Poppins filmzene | Mary Poppins filmzene |
|                       | Cím                                            | Szerző(k)                    | Előadó(k)                                                           | Hossz                 |                       |                       |                       |                       |                       |
| --------------------- | ---------------------------------------------- | ---------------------------- | ------------------------------------------------------------------- | --------------------- | --------------------- | --------------------- | --------------------- | --------------------- | --------------------- |
| 1.                    | "(Underneath the) Lovely London Sky"           | Marc Shaiman · Scott Wittman | Lin-Manuel Miranda                                                  | 3:47                  |                       |                       |                       |                       |                       |
| 2.                    | "Overture"                                     | Shaiman · Wittman            |                                                                     | 2:28                  |                       |                       |                       |                       |                       |
| 3.                    | "A Conversation"                               | Shaiman · Wittman            | Ben Whishaw                                                         | 2:42                  |                       |                       |                       |                       |                       |
| 4.                    | "Can You Imagine That?"                        | Shaiman · Wittman            | Emily Blunt · Pixie Davies · Joel Dawson · Nathanael Saleh          | 4:22                  |                       |                       |                       |                       |                       |
| 5.                    | "The Royal Doulton Music Hall"                 | Shaiman · Wittman            | Blunt · Miranda · Davies · Dawson · Saleh                           | 3:01                  |                       |                       |                       |                       |                       |
| 6.                    | "Introducing Mary Poppins"                     | Shaiman · Wittman            | Blunt · Miranda                                                     | 0:31                  |                       |                       |                       |                       |                       |
| 7.                    | "A Cover Is Not the Book"                      | Shaiman · Wittman            | Blunt · Miranda és a többiek                                        | 3:01                  |                       |                       |                       |                       |                       |
| 8.                    | "The Place Where Lost Things Go"               | Shaiman · Wittman            | Blunt                                                               | 3:43                  |                       |                       |                       |                       |                       |
| 9.                    | "Turning Turtle"                               | Shaiman · Wittman            | Meryl Streep · Blunt · Miranda · Davies · Dawson · Saleh            | 4:20                  |                       |                       |                       |                       |                       |
| 10.                   | "Trip a Little Light Fantastic"                | Shaiman · Wittman            | Tarik Frimpong · Blunt · Miranda · Davies · Dawson · Sale           | 7:02                  |                       |                       |                       |                       |                       |
| 11.                   | "The Place Where Lost Things Go" (reprise)     | Shaiman · Wittman            | Dawson · Saleh · Davies                                             | 1:30                  |                       |                       |                       |                       |                       |
| 12.                   | "Trip a Little Light Fantastic" (reprise)      | Shaiman · Wittman            | Dick Van Dyke · Blunt · Miranda · Whishaw · Davies · Dawson · Saleh | 0:46                  |                       |                       |                       |                       |                       |
| 13.                   | "Nowhere to Go But Up"                         | Shaiman · Wittman            | Angela Lansbury · Miranda · Whishaw · Davies · Dawson · Saleh       | 5:45                  |                       |                       |                       |                       |                       |
| 14.                   | "(Underneath the) Lovely London Sky" (reprise) | Shaiman · Wittman            | Miranda                                                             | 1:52                  |                       |                       |                       |                       |                       |
| 15.                   | "Theme from Mary Poppins Returns"              | Shaiman · Wittman            |                                                                     | 1:38                  |                       |                       |                       |                       |                       |
| 16.                   | "Kite Takes Off"                               | Shaiman · Wittman            |                                                                     | 2:40                  |                       |                       |                       |                       |                       |
| 17.                   | "Mary Poppins Arrives"                         | Shaiman · Wittman            |                                                                     | 1:41                  |                       |                       |                       |                       |                       |
| 18.                   | "Magic Papers"                                 | Shaiman · Wittman            |                                                                     | 1:33                  |                       |                       |                       |                       |                       |
| 19.                   | "Banks in the Bank"                            | Shaiman · Wittman            |                                                                     | 0:43                  |                       |                       |                       |                       |                       |
| 20.                   | "Into the Royal Doulton Bowl"                  | Shaiman · Wittman            |                                                                     | 1:58                  |                       |                       |                       |                       |                       |
| 21.                   | "Rescuing Georgie"                             | Shaiman · Wittman            |                                                                     | 4:01                  |                       |                       |                       |                       |                       |
| 22.                   | "Off to Topsy's"                               | Shaiman · Wittman            |                                                                     | 2:53                  |                       |                       |                       |                       |                       |
| 23.                   | "Chase Through the Bank"                       | Shaiman · Wittman            |                                                                     | 1:11                  |                       |                       |                       |                       |                       |
| 24.                   | "Lost in a Fog"                                | Shaiman · Wittman            |                                                                     | 0:59                  |                       |                       |                       |                       |                       |
| 25.                   | "Goodbye Old Friend"                           | Shaiman · Wittman            |                                                                     | 2:32                  |                       |                       |                       |                       |                       |
| 26.                   | "Race to Big Ben"                              | Shaiman · Wittman            |                                                                     | 4:55                  |                       |                       |                       |                       |                       |
| 27.                   | "End Title Suite"                              | Shaiman · Wittman            |                                                                     | 5:12                  |                       |                       |                       |                       |                       |
| 78:10                 |                                                |                              |                                                                     |                       |                       |                       |                       |                       |                       |

## Fontosabb díjak és jelölések
| Díj                     | Kategória                                                 | Eredmény |
| ----------------------- | --------------------------------------------------------- | -------- |
| BAFTA-díj               | Legjobb jelmez                                            | Jelölve  |
| BAFTA-díj               | Legjobb filmzene                                          | Jelölve  |
| BAFTA-díj               | Legjobb díszlet                                           | Jelölve  |
| Golden Globe-díj        | Legjobb vígjáték vagy musical                             | Jelölve  |
| Golden Globe-díj        | Legjobb női főszereplő                                    | Jelölve  |
| Golden Globe-díj        | Legjobb férfi főszereplő (Lin-Manuel Miranda)             | Jelölve  |
| Golden Globe-díj        | Legjobb eredeti filmzene                                  | Jelölve  |
| Oscar-díj               | Legjobb eredeti filmzene                                  | Jelölve  |
| Oscar-díj               | Legjobb eredeti betétdal (The Place Where Lost Things Go) | Jelölve  |
| Oscar-díj               | Legjobb látványterv                                       | Jelölve  |
| Oscar-díj               | Legjobb jelmez                                            | Jelölve  |
| Screen Actors Guild-díj | Legjobb női főszereplő                                    | Jelölve  |